# Chitarrone
Il chitarrone  è uno strumento musicale a corde. 
È una varietà tipicamente italiana della tiorba, tanto che viene spesso indicata come tiorba romana. Caratterizzato da un piano armonico e un manico di notevoli dimensioni, il chitarrone contava 14 corde o cori, sei montati su tastiera secondo l'accordatura del liuto, e otto a vuoto accordati diatonicamente.
Questo strumento italiano aveva le misure d'un uomo. La cassa era quella d'un grande liuto ma la disposizione dei piroli era differente. Il cavigliere era ritto invece che ripiegato indietro, sopra di esso il manico continuava per considerevole lunghezza e recava in cima un altro cavigliere per i bordoni.
Michael Praetorius distinse due tipi principali: il chitarrone padovano, alto oltre 2 metri, con otto ordini di corde sulla tastiera; e il chitarrone romano, alto 1,80 metri, con soltanto sei ordini di corde sulla tastiera. Le due corde d'ogni ordine sono accordate in ottava. Un terzo tipo, il chitarrone bolognese, era incordato con corde metalliche.
Benché generalmente utilizzato nei complessi cameristici per la parte del basso continuo a partire dall'inizio del '600, vi sono esempi anche di intavolature solistiche. Sono famose le opere di Giovanni Girolamo Kapsberger e Alessandro Piccinini; quest'ultimo si attribuisce l'invenzione di questo strumento insieme all'Arciliuto. Giulio Caccini utilizzò un chitarrone di avorio per accompagnare il canto. Veniva generalmente suonato con il pollice, l'indice ed il medio della mano destra.